# Grabungsunternehmen
Ein Grabungsunternehmen (umgangssprachlich auch als Grabungsfirma bezeichnet) ist ein Fachunternehmen in der Bodendenkmalpflege beziehungsweise Archäologie, das sich auf kommerzielle Dienstleistungen im Denkmalpflegesektor spezialisiert hat.

## Leistungsspektrum

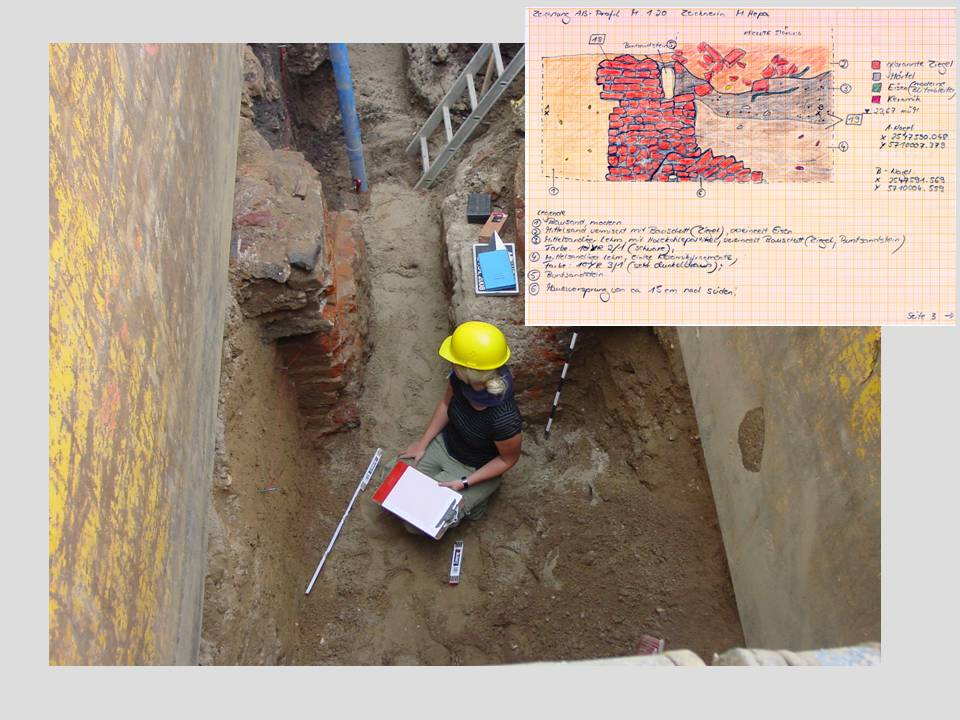
Dokumentation eines Befundes während einer Baumaßnahme.

Das Leistungsspektrum von Grabungsunternehmen umfasst:
- archäologische Sachverhaltsermittlungen
- Feldbegehungen und qualifizierte Prospektionen
- Ausgrabungen
- Baudokumentationen
- Spezialuntersuchungen mit geophysikalischen oder naturwissenschaftlichen Methoden (Bodenradar, 14C-Analysen)
- Unterwasserarchäologie
- Öffentlichkeitswirksame Präsentationen der Untersuchungsergebnisse
- Ausstellungsvorbereitungen
- Publikationen

Ein Grabungsunternehmen ist üblicherweise mit modernem Vermessungsgerät und technisch hochwertigem Ausgrabungsequipment ausgestattet. Einige Unternehmen halten daneben auch eigene Baumaschinen inklusive des Bedienungspersonals vor.

## Tätigkeitsbereich
Der Denkmalschutz ist in der Bundesrepublik Deutschland eine hoheitliche Angelegenheit der Länder. Aufgrund der jeweiligen Denkmalschutzgesetze ist die Beauftragung eines Grabungsunternehmens bislang nur in den Ländern Baden-Württemberg, Bayern, Hessen, Sachsen-Anhalt, Berlin-Brandenburg, Schleswig-Holstein, Niedersachsen und Nordrhein-Westfalen erlaubt.
Die Schweiz lehnt Grabungsunternehmen ab, während die Niederlande, Belgien, Frankreich, Malta, Polen und Österreich mit den Fachunternehmen arbeiten. In Europa am besten etabliert sind Grabungsunternehmen im Königreich Großbritannien und Irland, wo sie bereits seit Ende der 1990er arbeiten. Hier existieren mittlerweile Unternehmen mit 100 und mehr Angestellten.

## Unternehmensstruktur in Deutschland
In Deutschland wurden die ersten Grabungsunternehmen Anfang der 1990er gegründet. Viele der heute etwa 150 Unternehmen sind Gesellschaften bürgerlichen Rechts (GbR) mit weniger als fünf Angestellten. Wie einige der größeren Unternehmen arbeiten sie mit projektbezogen eingestellten Studenten und treten teilweise nur regional auf. Einige Grabungsfirmen sind zudem in landesweiten Vereinen organisiert, wie dem Verband archäologischer Fachfirmen (vor allem NRW) und dem Landesverband selbständiger Archäologen in Bayern. Bundesweit aktiv ist der Bundesverband freiberuflicher Kulturwissenschaftler e. V., der jedoch eine breiter gestreute Interessenvertretung von Kulturwissenschaftlern darstellt.
Vielfach werden Bauherren heute bei der Suche nach Grabungsfirmen auf die sog. „Bamberger Liste“ verwiesen, die ursprünglich allerdings dazu diente, Fachstudierenden Praktikumsplätze zu vermitteln. Einschlägige Firmen können sich hier mit ihren Arbeitsgebieten auflisten lassen.

## Qualifikation
Das Personal eines Grabungsunternehmens setzt sich aus Fachwissenschaftlern, ausgebildeten Grabungstechnikern, Grabungszeichnern und -helfern zusammen. Letztere werden meist durch Studenten gestellt. Für den Fachwissenschaftler wird ein Magisterabschluss oder eine Promotion, vor allem in Ur- und Frühgeschichte oder Provinzialrömischer Archäologie, gefordert. Bislang bestehen für Bachelorabsolventen nur wenige Möglichkeiten.
Neue Technologien, wie 3-D-Laserscans, computergestützte Vermessung etc., sowie Großgeräteeinsatz kommen bei Grabungsunternehmen verstärkt zum Einsatz.

## Finanzierung
Finanziert werden die Leistungen der Grabungsunternehmen in der Regel über das so genannte Verursacherprinzip, das einen Bauherrn verpflichtet, bis zu einem festgelegten Betrag ein durch die Baumaßnahme gefährdetes Bau- oder Bodendenkmal untersuchen zu lassen. Der Finanzierungshöchstgrenze richtet sich nach dem geplanten Investitionsvolumen. In Deutschland sind das länderabhängig zwischen 5 und 15 % der Bausumme.

## Fachliche Aufsicht
Die Tätigkeit eines Grabungsunternehmens unterliegt denkmalfachlichen Auflagen durch das zuständige Denkmalamt des Bundeslandes, in dem die Ausgrabung durchgeführt wird. Die Landesdenkmalämter geben Richtlinien zur Grabungsmethode, Dokumentation und Personaleinsatz vor. Ferner überwachen sie die Arbeiten der Unternehmen vor Ort und führen eine Endkontrolle der Grabungsdokumentation durch. Die wissenschaftlichen Urheberrechte an der Grabungsdokumentation verbleiben dauerhaft beim Grabungsleiter der Maßnahme, es können darüber hinaus Vereinbarungen über wissenschaftliche Nutzungsrechte mit den Denkmalbehörden getroffen werden.
Seit 2017 besteht für die Wissenschaftler von Grabungsunternehmen die Möglichkeit ihre Ergebnisse in Zusammenarbeit mit der Deutschen Gesellschaft für Ur- und Frühgeschichte (DGUF) in der Reihe Archäologische Quellen zu veröffentlichen.